# Alleanza dell'8 marzo
L'Alleanza dell'8 marzo (in arabo تحالف 8 آذار‎?) è una coalizione politica libanese. Il nome allude all'8 marzo 2005, quando, in risposta alle proteste contro l'esercito e il governo siriano avvenute in occasione della rivoluzione dei cedri, venne fatta una manifestazione di massa a Beirut per ringraziare la Siria per aver contribuito a fermare la guerra civile in Libano e per aver supportato la resistenza libanese all'occupazione israeliana. Si contrappone all'Alleanza del 14 marzo anti-siriana.

## Partiti membri
| Bandiera                                                                 | Partito                                  | Nome in arabo                                                                      | Ideologia                                                                            | Base demografica                          | Seggi in Parlamento (dopo le elezioni del 2009) | Seggi in Parlamento (dopo le elezioni del 2018) |
| ------------------------------------------------------------------------ | ---------------------------------------- | ---------------------------------------------------------------------------------- | ------------------------------------------------------------------------------------ | ----------------------------------------- | ----------------------------------------------- | ----------------------------------------------- |
| Bandiera del Free Patriotic Movement                                     | Movimento Patriottico Libero             | at-Tayyar al-Watani al-Hurr التيار الوطني الحر‎                                     | Nazionalismo libanese, Cristianesimo sociale                                         | Maroniti                                  | 19                                              | 29                                              |
| Bandiera dell'Amal Movement                                              | Movimento Amal                           | Harakat Amal حركة أمل‎                                                              | Conservatorismo, Populismo                                                           | Sciiti                                    | 13                                              | 17                                              |
|                                                                          | Hezbollah                                | Hizballah حزب الله‎                                                                 | Nazionalismo libanese, Khomeinismo                                                   | Sciiti                                    | 12                                              | 12                                              |
| Bandiera del Lebanese Democratic Party                                   | Partito Democratico Libanese             | al-Hizb ad-Dimuqrati al-Lubnani الحزب الديمقراطي اللبناني‎                          | Conservatorismo                                                                      | Drusi                                     | 4                                               | 1                                               |
|                                                                          | Movimento Marada                         | Tayyar al-Marada تيار المردة‎                                                       | Nazionalismo libanese Cristianesimo democratico Populismo di destra                  | Cristiani, soprattutto Maroniti           | 3                                               | 3                                               |
|                                                                          | Harakat Majd                             | Harakat Majd حركة مجد‎                                                              | Centrismo Secolarismo                                                                | Sunniti                                   | 2                                               | 4                                               |
| Bandiera della Federazione Rivoluzionaria Armena                         | Federazione Rivoluzionaria Armena        | Tashnag الطاشناق‎                                                                   | Nazionalismo armeno Grande Armenia Socialismo democratico                            | Armeni                                    | 2                                               | 3                                               |
| Bandiera del Partito social-nazionalista siriano.                        | Partito Nazionalista Sociale Siriano     | al-Hizb as-Suri al-Qawmi al-Ijtima'i الحزب السوري القومي الإجتماعي‎                 | Nazionalismo siriano Grande Siria Secolarismo Antisionismo                           | Secolare con appoggi da tutte le comunità | 2                                               | 3                                               |
| Bandiera del Partito Baath (Partito Socialista della Resurrezione Araba) | Partito Ba'th Socialista Arabo in Libano | Hizb Al-Ba'ath Al-Arabi Al-Ishtiraki fi Lubnan حزب البعث العربي الاشتراكي في لبنان‎ | Baathismo                                                                            | Secolarismo                               | 2                                               | 0                                               |
|                                                                          | Partito della solidarietà                | Hizb at-Tadamoun حزب التضامن‎                                                       | Nazionalismo libanese, Liberalismo,                                                  | Maroniti/Secolarismo                      | 1                                               | 0                                               |
|                                                                          | Blocco Skaff                             | Kutlat Skaff كتلة سكاف‎                                                             | Cristianesimo democratico                                                            | Melchiti                                  | 0                                               | 0                                               |
| Bandiera dell'Organizzazione Popolare Nasserista                         | Organizzazione Nasseriana Popolare       | at-Tanzim ash-Sha’bi al-Nasiri التنظيم الشعبي الناصري‎                              | Nasserismo, Nazionalismo arabo, Panarabismo, Antisionismo, Nazionalismo di sinistra, | Sunniti                                   | 0                                               | 0                                               |
|                                                                          | Partito Democratico Arabo                | al-Hizb ad-Dimuqrati al-Arabi الحزب الديمقراطي العربي‎                              | Nazionalismo arabo, Baathismo, Grande Siria,                                         | Secolarismo                               | 0                                               | 0                                               |